# 도련님
도련님은 젊은 양반 남성에 대한 존칭이다. 본래 하인들이 젊은 양반 남성에게 도련님이라 했으나, 현재에 이르러 일반적인 젊은 남성에 대한 존칭으로도 쓰인다. 친족어로서는 시동생, 즉 남편의 남동생을 일컫는 말이기도 하다.

## 어원
표준국어대사전에 따르면 도련님은 도령의 높임말이다.

## 관련 조사와 논란
2018년 여성가족부는 ‘제3차 건강가정기본계획(2016∼2020)’에서 "남녀 집안 중 어느 한쪽만 높여 부른다는 것이 문제"라며 '개선'을 주장하여 여론에 논쟁을 일으켰다. 2019년 여론조사에서는 성차별이다 31.9%, 아니다 49.5%로 조사됐다.

## 같이 보기
- 총각
- 아가씨
- 도령
- 아저씨